# Place de Palestine (Tunis)
Pour les articles homonymes, voir Palestine.
La place de Palestine (arabe : ساحة فلسطين) est une place de Tunis, capitale de la Tunisie.

## Situation et accès
La place de Palestine est située à l'intersection de la rue de Palestine, de la rue Nelson-Mandela, de l'avenue Cyrus-Legrand et de l'avenue Jean-Jaurès.
Elle est située à l'embranchement des lignes nord et ouest du métro léger avant de rejoindre le tronc commun qui traverse l'hypercentre.
Elle est desservie par la station de métro République.

## Origine du nom
Elle porte le nom de la Palestine.

## Bâtiments remarquables et lieux de mémoire
- Mosquée El-Fath.